# 염매
염매(厭魅)는 동양에서 전하는 주술의 일종이다. 무고와 함께 동양 주술 중 가장 사악한 것으로 취급된다. 일본에서도 고독(= 무고)과 함께 최악의 주술로 간주하여 "고독염매(蠱毒厭魅)"라 묶어 칭하면서 두려워했고, 중국에서도 수나라 때인 개황 8년(588년) 묘귀(猫鬼)ㆍ고독(蠱毒)ㆍ염매(魘魅)ㆍ야도(野道)를 모두 금하였다. 《조선왕조실록》에도 염매 금지에 관한 내용이 자주 나타난다.
이익의 《성호사설》 제5권에는 조금 이상한 염매 이야기가 실려 있다.
| “ | 우리나라에는 염매(魘魅)라는 괴이한 짓이 있는데, 이는 나쁜 행동을 하는 자가 처음 만들어낸 것이다. 남의 집 어린애를 도둑해다가 고의적으로 굶기면서 겨우 죽지 않을 정도로 먹인다. 때로 맛있는 음식만을 조금씩 주어 먹이는바, 그 아이는 살이 쏙 빠지고 바짝 말라서 거의 죽게 될 정도에 이른다. 이러므로 먹을 것만 보면 빨리 끌어당겨서 먹으려고 한다. 이렇게 만든 다음에는, 죽통(竹筒)에다 좋은 반찬을 넣어 놓고 아이를 꾀어서 대통 속으로 들어가도록 한다. 아이는 그 좋은 반찬을 보고 배불리 먹을 생각으로 발버둥치면서 죽통을 뚫고 들어가려 한다. 이럴 때에 날카로운 칼로 아이를 번개처럼 빨리 찔러 죽인다. 그래서 아이의 정혼(精魂)이 죽통 속에 뛰어든 후에는, 죽통 주둥이를 꼭 막아 들어간 정혼이 밖으로 나오지 못하게 만든다. 그런 다음, 그 죽통을 가지고 호부(豪富)한 집들을 찾아 다니면서, 좋은 음식으로 아이의 귀신을 유인하여 여러 사람에게 병이 생기도록 한다. 오직 이 아이의 귀신이 침범함에 따라 모두 머리도 앓고 배도 앓는다. 그 모든 병자들이 낫게 해달라고 요구한 다음에는, 아이의 귀신을 유인하여 앓는 머리와 배를 낫도록 만들어 주는데, 그 대가로 받은 돈과 곡식은 드디어 자기의 이득으로 만든다. | ” |
|   | — 《성호사설》 제5권 〈만물문〉(萬物門) 중 염매고독(魘魅蠱毒) |   |

와 같다고 한다. 중국의 묘귀나 일본의 견신을 만드는 짓거리에 고양이나 개 대신 사람의 아이를 사용했다는 이야기인데, 이런 유형의 염매는 《성호사설》에밖에 기록되어 있지 않다. 실록 등 다른 기록에서 염매라는 말은 범죄화된 저주술이라는 보다 일반적이고 폭넓은 의미로 사용된다.